# Procladius bilobatus
Procladius bilobatus är en tvåvingeart som först beskrevs av Jean-Jacques Kieffer 1913.  Procladius bilobatus ingår i släktet Procladius och familjen fjädermyggor. Inga underarter finns listade i Catalogue of Life.